# Johanna II. (Neapel)

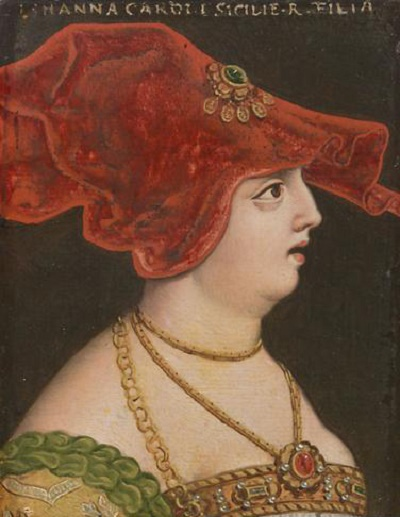
Königin Johanna II. von Neapel

Johanna II. (* 25. Juli 1373 in Neapel; † 2. Februar 1435 ebenda) war Königin von Neapel und Titularkönigin von Jerusalem und von Ungarn aus dem Haus Anjou.

## Leben

Wappen der Johanna von Anjou-Durazzo (Königin von Neapel, Titularkönigin von Jerusalem und Titularkönigin von Ungarn)

Johanna war die Tochter von König Karl III. von Neapel und der Margarethe von Durazzo. Sie wurde 1401 mit Herzog Wilhelm von Österreich (1370–1406), dem Sohn Leopolds III. von Österreich, verheiratet. Nach dem Tod ihres Bruders Ladislaus 1414 folgte sie ihm auf dem Thron in Neapel. Sie hatte immer schon ein sehr freizügiges Leben geführt, und nach dem Tod Wilhelms nahm sie sich offen den 26-jährigen Pandolfo Alopo zum Liebhaber, den sie zum Seneschall des Königreichs machte. Er und der Condottiere Muzio Attendolo Sforza beherrschten sie völlig, während die Barone des Königreichs ihr einen Ehemann an die Seite stellen wollten, der stark genug sein sollte, die Macht ihrer Favoriten zu brechen, aber nicht selbst König werden wollte. Die Wahl fiel auf Jakob II. von La Marche (1370–1438), die Hochzeit wurde 1415 gefeiert. Jakob machte sich jedoch zum König, ließ Alopo töten, Sforza einkerkern und hielt seine Frau fast in Isolation, was wiederum zu Reaktionen bei den Baronen führte, die Jakob zwangen, Sforza freizulassen, auf sein Königtum zu verzichten und schließlich das Land zu verlassen.
Kurz darauf sandte Johanna Sforza aus, ihre Macht in Rom wiederherzustellen, wo die Neapolitaner nach Ladislaus’ Tod verjagt worden waren. Sforza drang in die Stadt ein und zwang den Condottiere Braccio da Montone, der Rom im Auftrag des Papstes verteidigte, abzuziehen (1416). Als aber Oddo Colonna 1417 als Martin V. zum Papst gewählt worden war, verbündete dieser sich mit Johanna, die wiederum versprach, Rom aufzugeben und Sforza nach Neapel zurückzuholen. Letzterer fand sich nun ohne Einfluss bei der Königin, die jetzt völlig von ihrem neuen Liebhaber Giovanni (Sergianni) Caracciolo dominiert wurde. In der Hoffnung, seine Position wiederherstellen zu können und Caracciolo zu vernichten, förderte Sforza die Ansprüche Ludwigs III. von Anjou, der Johannas Nachfolger nach ihrem Tod werden wollte, was auch die Zustimmung des Papstes fand. Durch Einflussnahme Caracciolos weigerte Johanna sich jedoch, Ludwig zu adoptieren, stattdessen rief sie Alfons V. von Aragon zu Hilfe, dem sie dafür die Erbschaft versprach und ihn 1420 adoptierte. Das Ergebnis dieser Diplomatie war ein Krieg zwischen Johanna und Alfons auf der einen, Ludwig und Sforza auf der anderen Seite. Letztere hatten die Unterstützung des Papstes. Die Feindseligkeiten endeten 1422 mit dem Sieg der Monarchen und einem Friedensschluss. Meinungsverschiedenheiten zwischen den Aragonesen und Neapolitanern führten dann dazu, dass Caracciolo verhaftet wurde. Johanna, die um ihre Sicherheit fürchtete, bat daraufhin Sforza um Hilfe. Dieser brachte sie mit Mühe nach Aversa, wo sie 1423 Ludwig von Anjou anstelle des aus ihrer Sicht undankbaren Alfons adoptierte. Durch ein Unglück ertrank Sforza kurz darauf, und als Alfons nach Spanien zurückkehrte und nur eine kleine Besatzung in Neapel zurückließ, gelang es Anjou mit Hilfe einer genuesischen Flotte, die Stadt zurückzuerobern.
Einige Jahre lang hielt der Frieden im Königreich, bis Caracciolo 1432 nach einem Streit mit der Königin von seinen Feinden ermordet wurde. Innere Unruhen brachen aus, Gian Antonio Orsini, Fürst von Tarent, revoltierte gegen Johanna in Apulien. Ludwig von Anjou starb 1434 während eines Feldzugs gegen die Rebellen. Johanna selbst starb am 2. Februar 1435, nachdem sie Ludwigs Bruder René zu ihrem Nachfolger ernannt hatte. Mit dieser doppelten Nachfolgeregelung verschuldete sie die blutigen Auseinandersetzungen, die nach ihrem Tod um ihr Erbe geführt wurden.